# الزنم (ريمة)

تعديل مصدري - تعديل

الزنم أو قرية الزنم  هي إحدى قرى عزلة بني واقدالواقعة ضمن مديرية الجعفرية التابعة لمحافظة ريمة، بلغ تعداد سكانها (706) نسمة حسب تعداد اليمن لعام 2004.

## المحلات التابعة للقرية
- المحماره
- الرعادي
- ملحان
- الضهره
- شعب النمر
- الزنم العالي
- الوادي
- الذاري

## روابط خارجية
- الدليل الشامــل